# Eemsfries

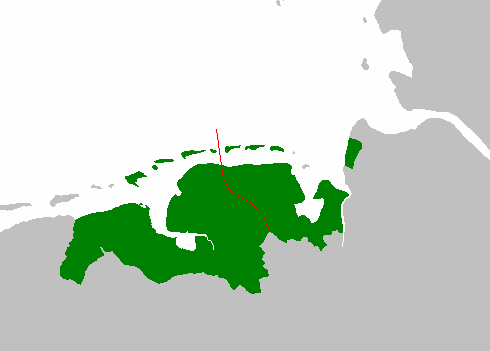
Het verspreidingsgebied van het Oosterlauwers Fries. Het Eemsfries lag in het groene gebied, links van de rode lijn, rechts daarvan het gebied van het Wezerfries

Het Eemsfries (Fries: Iemsfrysk) is een dialect van het Oosterlauwers Fries dat bijna geheel uitgestorven is. Het dialect kan opgedeeld worden in verschillende andere dialecten, zoals Auricherlands, Brokmerlands, Noorderlands, Emsigerlands, Moormerlands, Reiderlands, Borkumers en Baltrumers.
De taalvariant werd ooit gesproken in het Duitse Oost-Friesland, uitgezonderd Harlingerland, de Groninger Ommelanden en op de Friese eilanden Schiermonnikoog, Borkum, Norderney, Juist en Baltrum.
Het Eemsfries stierf in het midden van de 17e eeuw helemaal uit in Oost-Friesland. Het laatste gebied waar mogelijk nog Eemsfries werd gesproken was het dorp Upgant. Bij een begrafenis in 1632 werd de grafrede in het Eemsfries gesproken.
Buiten het gebied van Oost-Friesland heeft het Eemsfries alleen weten te overleven in Saterland. Hier wordt nog door ongeveer 2.250 mensen het Saterfries gesproken, een van de dialecten van het Eemsfries. Het Saterfries heeft kunnen overleven omdat Saterland lange tijd geïsoleerd was van de omgeving. Het gebied lag te midden van moerassen.